# 人骨法器
人骨法器是指製作原料中包含人类骨头肌肤毛发的佛教法器，主要由藏傳佛教中的密宗所制造及使用。使用人骨法器，其意义与在藏傳佛教寺院中僧案浴室内也会涂绘骷髅图像一样，是为了让真正发心修行的人常常忆记生死无常，努力于佛法上之修持。

## 人骨法器种类

### 人骨袈裟
雷頓寺曾出土一件由400多个眉心骨制成的人骨袈裟。

### 人皮手鼓
人皮手鼓，又称阴阳鼓，为密宗修煉时常用的法器，由一对男女的得道修行者的头盖骨制成。

### 人骨號角
又称为胫骨号，西藏密宗招魂、驯服鬼神的法器。

### 顱骨碗
由人类的头骨制成，为密乘常用的法器。藏语称「嘎巴拉」，嘎布拉為对梵語「骷髏」一词的音译。嘎巴拉被密乘认为是大悲與空性的象徵。

### 顱骨鼓
由人类的头骨制成，是藏傳佛教驅鬼儀式中常用的法器。西藏语称「嘎巴拉」鼓。

### 人骨念珠
为用来开启后人之智的法器，多数由得道喇嘛的手指骨和眉骨制成，因为喇嘛在做法时多用手指，用眉骨是因为喇嘛用眼睛看佛经，观察世事。眉骨制成的人骨念珠比较珍贵，因为眉骨小，要制成念珠需要多位得道喇嘛，而一位得道喇嘛的手指骨就够制造成人骨念珠。
人骨念珠的製作全由手工制作而成，制者需要有高技艺，每天慢慢磨出形状，磨出光泽，製作一副人骨念珠可能需十几年的时间，而眉骨制成的念珠因需聚集十几位得道喇嘛的眉骨，除了製作，還需要尋找、等待，花的时间更长，可達上百年。

## 仿冒品
由于人骨法器价值不菲，且文革后基本没有生产，市场供不應求，是以出现了很多仿冒品，引發了各種犯罪事件。例如2006年甘肅121骷髏頭事件。

## 在世界各地的人骨法器
除了西藏，尚有許多人骨法器流落在外。

### 台湾
台湾的新竹縣寶山鄉籍的紋身師陳世勇为了寻求构图灵感，就收集了很多奇异特殊的雕刻及工艺品，其中就有西藏人骨法器。

### 印度
流亡印度的西藏人手上，收有人骨法器，在2001年3月尾左右達賴喇嘛访问台湾时，就在台湾展出其收藏的人骨法器。